# Chiyoda

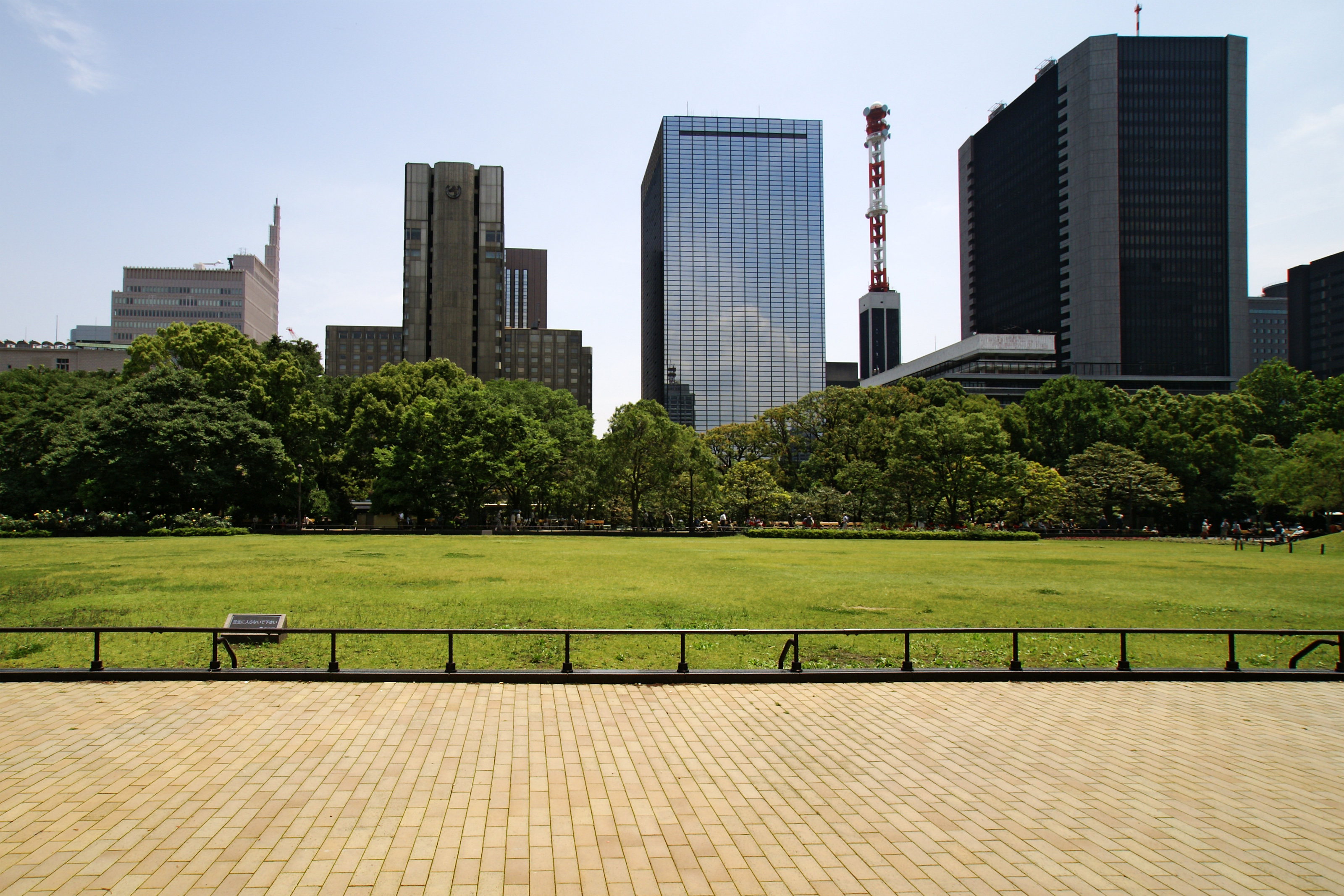
Parc de Hibiya

Estació de Tòquio (Marunouchi)

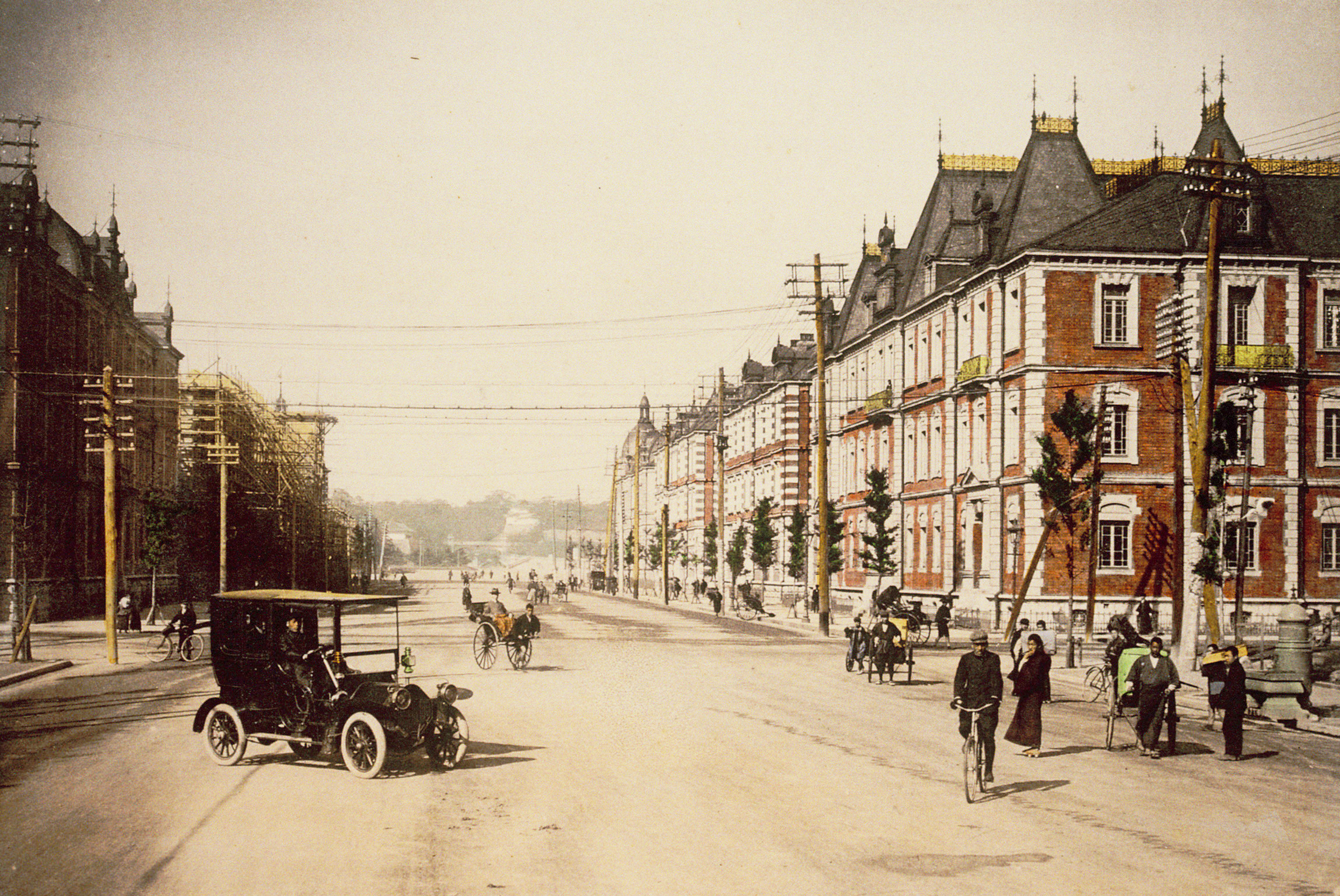
Marunouchi (1920)

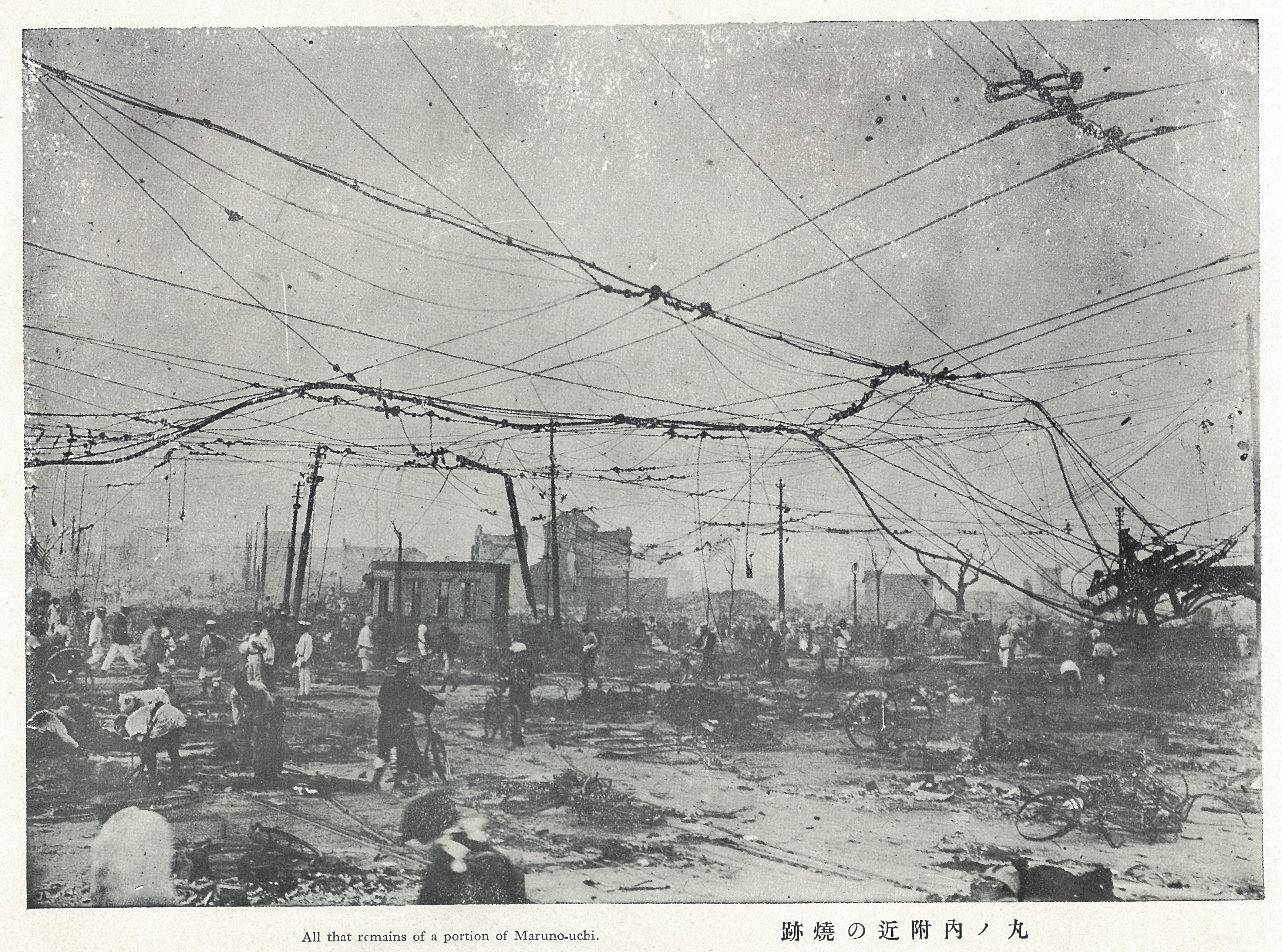
Marunouchi després del gran terratrèmol de Kantō (1923)

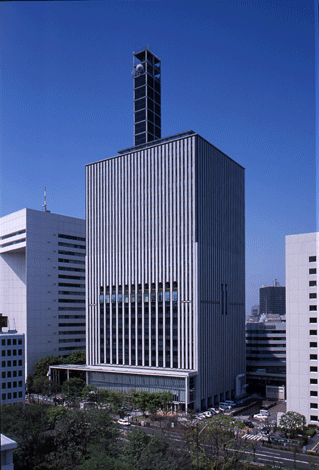
Edifici Kudan No. 3, l'ajuntament de Chiyoda

Chiyoda (千代田区, Chiyoda-ku) és un municipi i districte especial de Tòquio, a la regió de Kanto, Japó. Chiyoda és el centre financer i econòmic del Japó des de fa segles. Al districte s'hi troba el Palau Imperial de Tòquio (al mateix lloc on es trobava el castell d'Edo), la Dieta Nacional del Japó, la residència oficial del Primer Ministre del Japó, diversos ministeris del govern central japonés i al barri de Marunouchi hi han les seus d'importants companyies, etc. Per altra banda, i pot ser per allò ja esmentat abans, Chiyoda és el districte especial de Tòquio menys populós.

## Geografia
El districte de Chiyoda es troba localitzat a la part oriental de Tòquio i al centre de la regió dels 23 districtes especials. Al bellmig de l'altiplà de Musashino, Chiyoda es troba localitzat al centre geogràfic de l'antiga ciutat de Tòquio, a l'est del Tòquio continental. La zona central del districte es troba pràcticament ocupada pel Palau Imperial de Tòquio. La part oriental del districte, limitant amb el de Chūō, és on es troba l'estació de Tòquio. La part sud, limitant amb Minato, comprén el parc de Hibiya i l'edifici de la Dieta, com també està pràcticament ocupat per les seus d'organs del govern nacional. El nord i el nord-oest està principalment ocupat per zones residencials de classe alta; a més també es troba allà el santuari de Yasukuni. Cap al nord i el nord-est del districte hi han alguns barris residencials i el d'Akihabara, centre comercial de la zona.

### Barris
Els barris o chōchō de Chiyoda són els següents:
- Iidabashi (飯田橋)
- Ichiban-chō (一番町)
- Iwamoto-chō (岩本町)
- Uchi-Kanda (内神田)
- Uchi-Saiwai-chō (内幸町)
- Ōte-machi (大手町)
- Kaji-chō (鍛冶町)
- Kasumigaseki (霞が関)
- Aioi-chō (神田相生町)
- Awaji-chō (神田淡路町)
- Izumi-chō (神田和泉町)
- Iwamoto-chō (神田岩本町)
- Ogawa-machi (神田小川町)
- Kaji-chō (神田鍛冶町)
- Kitanorimono-chō (神田北乗物町)
- Konya-chō (神田紺屋町)
- Sakumagashi (神田佐久間河岸)
- Sakuma-chō (神田佐久間町)
- Sarugaku-chō (神田猿楽町)
- Jinbō-chō (神田神保町)
- Suda-chō (神田須田町)
- Surugadai (神田駿河台)
- Ta-chō (神田多町)
- Tsukasa-machi (神田司町)
- Tomiyama-chō (神田富山町)
- Nishiki-chō (神田錦町)
- Nishi-Fukuda-chō (神田西福田町)
- Neribei-chō (神田練塀町)
- Hanaoka-chō (神田花岡町)
- Higashi-Konya-chō (神田東紺屋町)
- Higashi-Matsushita-chō (神田東松下町)
- Hirakawa-chō (神田平河町)
- Matsunaga-chō (神田松永町)
- Mikura-chō (神田美倉町)
- Misaki-chō (神田三崎町)
- Mitoshiro-chō (神田美土代町)
- Kioi-chō (紀尾井町)
- Kitanomaru-kōen (北の丸公園)
- Kudan-Minami (九段南)
- Kudan-Kita (九段北)
- Kōkyogaien (皇居外苑)
- Kōji-machi (麹町)
- Goban-chō (五番町)
- Sanban-chō (三番町)
- Soto-Kanda (外神田)
- Chiyoda (千代田)
- Nagata-chō (永田町)
- Nishi-Kanda (西神田)
- Niban-chō (二番町)
- Hayabusa-chō (隼町)
- Higashi-Kanda (東神田)
- Hitotsubashi (一ツ橋)
- Hibiya-kōen (日比谷公園)
- Hirakawa-chō (平河町)
- Fujimi (富士見)
- Marunouchi (丸の内)
- Yūraku-chō (有楽町)
- Yonban-chō (四番町)
- Rokuban-chō (六番町)

## Història
Des de temps antics fins a l'inici de l'era Meiji, el territori on ara es troba Chiyoda va formar part de l'antiga província de Musashi. Amb l'adveniment del bakufu Tokugawa que donà inici al període Edo, la ciutat d'Edo es convertí en la capital de facto del Japó. El castell d'Edo, lloc de residència del shōgun Tokugawa durant el bakufu, esdevingué més tard el nou Palau Imperial de Tòquio, quan l'Emperador Meiji traslladà la capital imperial de Kyoto a Edo (des de llavors coneguda com Tòquio).
El 2 de novembre de 1878 es formaren els districtes de Kanda i Kōjimachi dins de l'antiga ciutat de Tòquio. El districte de Chiyoda es creà el 15 de març de 1947 fruit de la fusió dels antics districtes de Kanda i Kōjimachi.

## Administració

### Alcaldes
La llista d'alcaldes democràtics des de la fundació del districte és la següent:
- Kiyoshi Murase (1947-1959)
- Komanosuke Ichimura (1959-1960)
- Kagemitsu Tōyama (1960-1972)
- Gorō Ishikawa (1972-1973)
- Senichi Takahashi (1973-1975)
- Kagemitsu Tōyama (1975-1980)
- Kiyomasa Katō (1981-1989)
- Shigeru Kimura (1989-2001)
- Masami Ishikawa (2001-2021)
- Taka-Aki Higuchi (2021-present)

### Assemblea
| Assemblea de Chiyoda (2019-2023) | Assemblea de Chiyoda (2019-2023) | Assemblea de Chiyoda (2019-2023) | Assemblea de Chiyoda (2019-2023) |
| PR: Takaya Kobayashi (PLD)       | PR: Takaya Kobayashi (PLD)       | VP: Hiroyasu Ōgushi              | VP: Hiroyasu Ōgushi              |
| Grups polítics                   | Grups polítics                   | Grups polítics                   | Regidors                         |
| -------------------------------- | -------------------------------- | -------------------------------- | -------------------------------- |
|                                  | Partit Liberal Democràtic        | PLD                              | 14 / 25                          |
|                                  | Partit Comunista del Japó        | PCJ                              | 3 / 25                           |
|                                  | Independents                     | Ind                              | 3 / 25                           |
|                                  | Kōmeitō                          | KMT                              | 2 / 25                           |
|                                  | Partit Democràtic Constitucional | PDC                              | 2 / 25                           |
|                                  | Els Toquiòtes Primer             | TFK                              | 1 / 25                           |

## Demografia
| 1920    | 1930    | 1940    | 1950    | 1960    | 1970   | 1980   |
| ------- | ------- | ------- | ------- | ------- | ------ | ------ |
| 217.702 | 188.674 | 186.699 | 110.348 | 116.944 | 74.185 | 54.801 |
| 1990    | 2000    | 2010    | 2020    | 2030    | 2040   | 2050   |
| 39.472  | 36.035  | 47.174  | 67.141  | -       | -      | -      |

## Transport

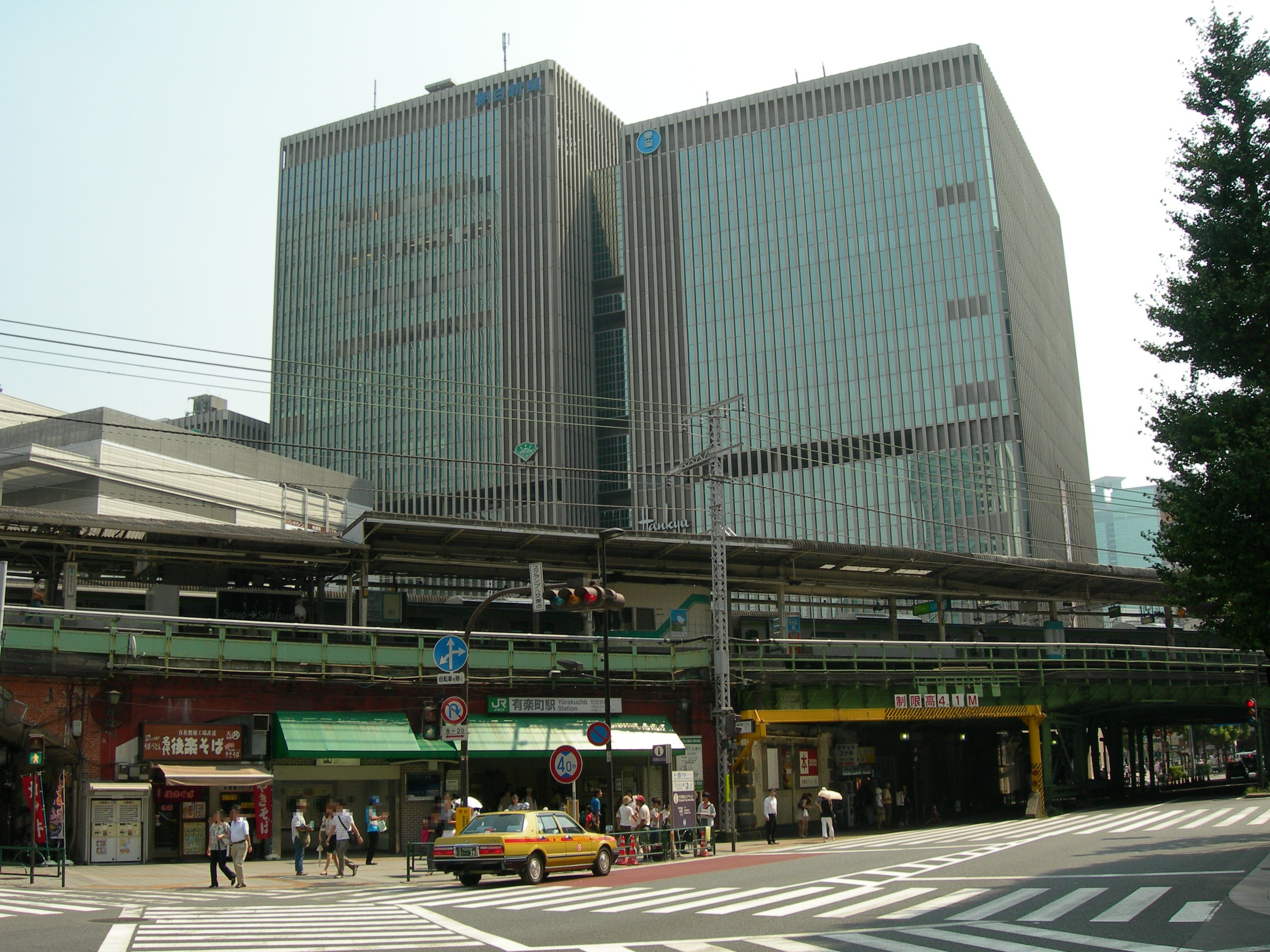
Estació de Yūrakuchō

### Ferrocarril
- Companyia de Ferrocarrils del Japó Central (JR Central)
  - Tòquio
- Companyia de Ferrocarrils del Japó Oriental (JR East)
  - Tòquio - Yūrakuchō - Kanda - Akihabara - Ochanomizu - Suidōbashi - Iidabashi - Ichigaya
- Metro de Tòquio
  - Kanda - Suehirochō - Tameike-Sannō - Kokkai-gijidō-mae - Kasumigaseki - Tòquio - Ōtemachi - Awajichō - Hibiya - Iidabashi - Kudanshita - Takebashi - Nijūbashimae - Shin-Ochanomizu - Kōjimachi - Nagatachō - Sakuradamon - Hanzōmon - Jinbōchō
- Metro Públic de Tòquio (TOEI)
  - Jinbōchō - Ōtemachi - Hibiya - Uchisaiwaichō - Ichigaya - Kudanshita - Ōgawamachi - Iwamotochō
- Tsukuba Express
  - Akihabara

### Carretera
- N-1 "carrer Sakura - N-4 "carrer Shōwa" - Nacional 20 - Nacional 246